# Zdobycie Puerto Cabello
Zdobycie Puerto Cabello – starcie zbrojne, które miało miejsce 10 listopada 1823 r. w trakcie wojny o niepodległość Wenezueli.
Po utracie Maracaibo, ostatnim punktem oporu Hiszpanów w Wenezueli została twierdza Puerto Cabello, obsadzona przez 400 żołnierzy. Przeciwko rojalistom pomaszerował republikański generał José Antonio Páez, który dnia 17 października 1823 r. zdobył znajdujący się w pobliżu twierdzy fort Mirador de Solono. Dnia 8 listopada nastąpił trwający cały dzień ostrzał fortecy z dział. W nocy, po ustaniu ostrzału tysiąc-osobowy oddział republikanów wdarł się do miasta, zaskakując całkowicie odpoczywających po walce obrońców. 10 listopada skapitulował ostatni bastion rojalistów w mieście. Straty Hiszpanów wyniosły 100 zabitych i 284 jeńców. Po stronie republikanów zginęło 5 ludzi a 22 odniosło rany.